# Peseggia
Peseggia is een plaats (frazione) in de Italiaanse gemeente Scorzè.